# ماركيز البيدروسو دي لارا
ماركيز البيدروسو دي لارا (بالإسبانية: Marquesado del Pedroso de Lara)‏ هو لقب إسباني نبيل أنشأه الملك خوان كارلوس الأول في السابع من أكتوبر عام 1994 لصالح خوسيه مانويل لارا إيرنانديث (1914-2003)، مُؤسس دار نشر بلانيتا في برشلونة عام 1949.